# Estanyol de Coma Mitjana
L'Estanyol de Coma Mitjana és un estany d'origen glacial del terme comunal de Fontpedrosa, a la comarca del Conflent, de la Catalunya del Nord.
Éstà situat al sud-est del terme, a prop del límit amb els termes de Mentet, de la comarca del Conflent, i, més a prop, del de Setcases, de la del Ripollès. És als peus, a llevant, del Pic de Dalt de Coma Mitjana, al nord-oest del Pic del Gegant i al sud-oest del Pic dels Bacivers de Prats.